# 北京坦克博物館
北京坦克博物館（日本語：ペキンタンクはくぶつかん、英語：Beijing Tank Museum）は、中華人民共和国北京市昌平区陽坊鎮にある中国人民解放軍陸軍機甲部隊に関する博物館である。
坦克とは英語の"Tank"を中国語に音訳したもので、日本語の戦車に相当する。そのため日本では北京戦車博物館と紹介される場合がある。

## 概要
1990年6月に開館し、当初は人民装甲兵陳列館（人民装甲兵陈列馆）と名づけられたが、1997年に現在の名前に変更。同年8月1日より一般公開を開始した。
中国の機甲部隊に関係する多くの歴史的写真といった資料が展示されているが、実際に運用された兵器類も展示保存されている。多くは中国やソ連で開発され実戦配備されていた戦車と戦闘機であるが、中華民国（台湾）などとの間で戦闘が行われた際に鹵獲された兵器も展示されており、旧大日本帝国陸軍が運用し日中戦争に投入された兵器も展示保存されている。そのなかでも当館の九四式軽装甲車は世界でも貴重な現存車であり、ガラスケースのなかで保存・展示されている。
このほか、珍しいものとしては中国国産の装甲戦闘車両の試作車や、中国共産党によって製作された国策映画に登場させるために既存の車両を改造した映画撮影用の戦車が展示されている。
なお、現在は無期限休館中で、展示物は一般人は見ることができない。

## 交通アクセス
- 北京地下鉄沙河駅より路線バス昌20路に乗り換え、坦克博物館下車すぐ。